# Sauranthura goldmanorum
Sauranthura goldmanorum is een pissebed uit de familie Anthuridae. De wetenschappelijke naam van de soort is voor het eerst geldig gepubliceerd in 1981 door Gary C.B. Poore & Brian Frederick Kensley.